# Tarte Bakewell
La tarte Bakewell est un dessert traditionnel britannique associé à la ville de Bakewell dans le Derbyshire.

## Histoire
Il s'agit d'une variante du pudding Bakewell (en) et connue depuis le XXe siècle. Les précurseurs médiévaux remontent au XVe siècle et étaient appelés « flathons ». La dénomination Bakewell est probablement fausse, car le pudding, dont la tarte est dérivée, était alors déjà bien connu et confectionné dans tout le Royaume-Uni,.

## Confection
Cette tarte sucrée est confectionnée sur une base de pâte brisée recouverte de couches successives de confiture, de frangipane et d'amandes émondées et effilées. Les couches de confiture et d'amandes effilées  sont fines. La confiture est habituellement de fruits rouges tamisés, de fraises, de framboises de préférence. Du sucre glace peut recouvrir le tout.

## Variantes

### Bakewell cerise

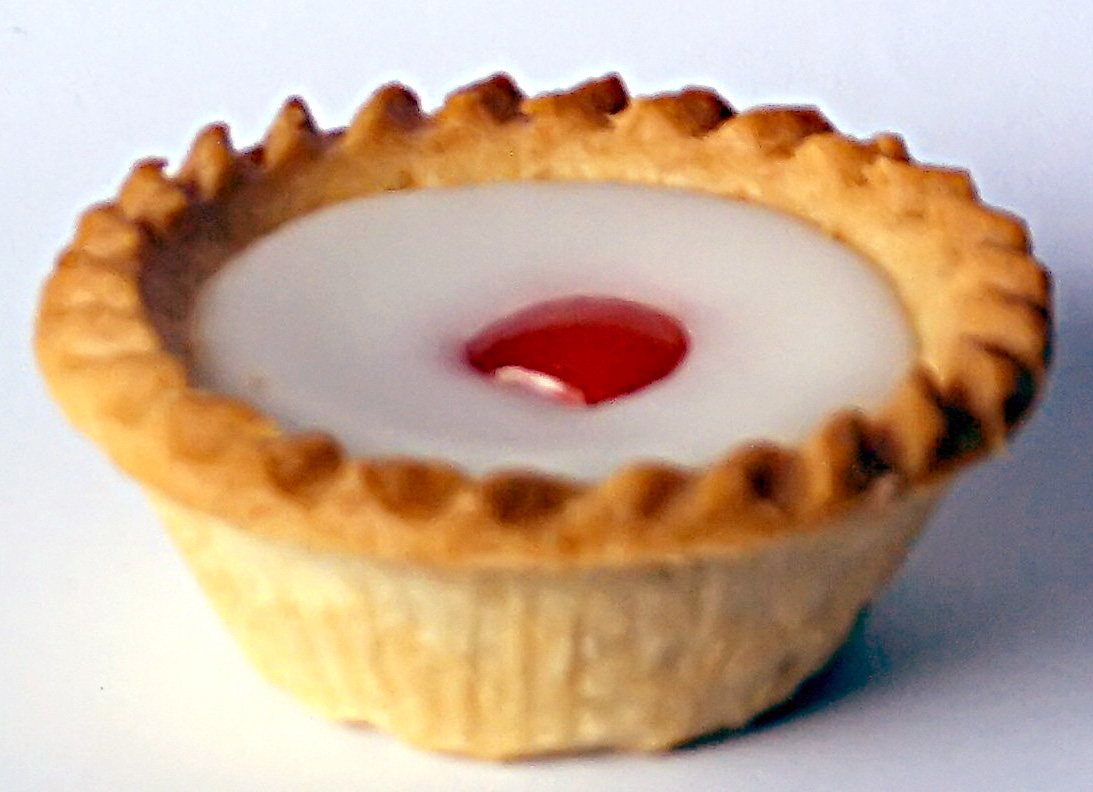
Cherry Bakewell un produit commercial.

Le Bakewell cerise est une version de la tarte où les amandes émondées sont remplacées par un glaçage aromatisé à l'amande et d'une demi-cerise confite ou d'un demi-bigarreau confit.

### Tarte Gloucester
La tarte Gloucester a une ressemblance similaire, mais elle se différencie par un fond de riz. 